# Robert William Boyle
Pour les articles homonymes, voir Boyle.
Robert William Boyle, né à Carbonear le 2 octobre 1883 et mort à Londres le 18 avril 1955, est un physicien né dans la colonie de Terre-Neuve de l'Empire britannique. Il fut un des principaux pionniers du sonar.

## Éducation
Boyle fit ses universitaires supérieurs de physique à l'université McGill de Montréal, Canada, sous la direction du médaillé du prix Nobel de chimie, Sir Ernest Rutherford. Ses recherches portèrent sur le domaine naissant de la radio-activité et lui valurent le premier doctorat de physique de l'université en 1909. Ensuite, il suivit Rutherford à la Victoria University of Manchester (maintenant comprise dans l'université de Manchester) afin de continuer ses recherches.

## Carrière
En 1912, Boyle retourna au Canada à la demande de Henry Marshall Tory qui lui offrit de devenir le directeur du département de physique de l'Université de l'Alberta. Il se concentra, alors, dans la recherche sur les ultrasons.

Les pionniers de la détection sous-marine : (a) Paul Langevin et (b) Robert William Boyle. (c) coupe de section du transducteur à ultrasons de quartz mis au point par Boyle en 1917

Durant la Première Guerre mondiale, il mit ses connaissances à la disposition de l'Amirauté britannique et, grâce à l'aide de son vieux professeur, Ernest Rutherford, il rejoignit le Board of Inventions and Research. Boyle y travailla avec le physicien britannique Albert Beaumont Wood, un autre élève de Rutherford. Les équipes scientifiques des Alliés travaillaient séparément au développement d'armements mais, en 1917, les Britanniques et les Français joignirent leurs forces et Boyle put développer le premier prototype du sonar actif : l'ASDIC. Le Royaume-Uni mit en service son premier prototype en août 1918 sur le bateau de pêche réquisitionné Hiedra.
En 1919, il retourna en Alberta pour prendre le poste de doyen de la faculté des sciences appliquées jusqu'en 1929. Cette année-là, Boyle devint le directeur du département de physique du Conseil national de recherches Canada où il supervisa les recherches sur le radar durant la Seconde Guerre mondiale.
Boyle pris sa retraite en 1948 et vécut ensuite en Angleterre jusqu'à sa mort en 1955.

## Prix et notoriété
Robert William Boyle fut élu membre de la Société royale du Canada en 1921 et reçut la médaille Flavelle en 1940.

## Publications
- Absorption and adsorption with reference to the radioactive emanations, 1910.
- Audible sonic beats from inaudible sources, 1923.
- Theoretical notes on the passage of sound through contiguous media, 1928.
- Ultrasonics, 1928.
- Dispersion and selective absorption in the propagation of ultrasound in liquids contained in tubes, 1932.

### Source
- (en) Cet article est partiellement ou en totalité issu de l’article de Wikipédia en anglais intitulé « Robert William Boyle » (voir la liste des auteurs).